# Q1 Tower
Q1 Tower (Q1 significa Queensland Number One) es un rascacielos de 322,5 metros y 78 plantas situado en Surfers Paradise, Gold Coast, Australia. Cuando se completó fue el edificio residencial más alto del mundo —posteriormente superado por The Torch en Dubái con 352 metros de altura—. En la actualidad, es el octavo edificio residencial más alto del mundo. Q1 es el edificio más alto de Australia incluyendo su aguja (es el tercero detrás de Eureka Tower y Rialto Towers, ambas en Melbourne, por altura de azotea y de piso más alto) y la segunda estructura autoportante más alta del hemisferio sur, después de la Sky Tower en Nueva Zelanda. Abrió en noviembre de 2005.
Este emblemático edificio fue reconocido como uno de los iconos de Queensland durante las celebraciones del 150 aniversario del estado. El Q1 ha sido identificado como un potencial objetivo terrorista de la región. Durante un corto período de tiempo, un apartamento del edificio, que fue comprado por un restaurador japonés por A$9 millones, fue el más caro comprado en Queensland.

## Altura

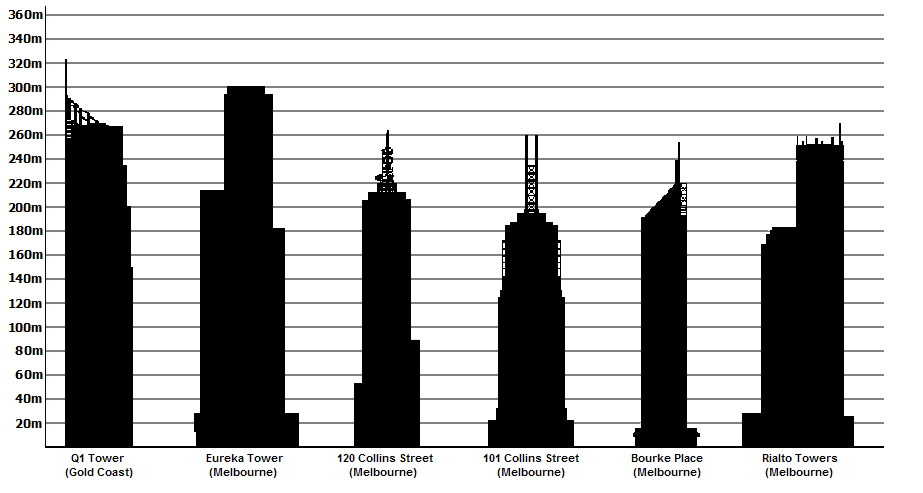
Siluetas de los edificios más altos de Australia

Con 322,5 m, y una altura de azotea de 245 m, el Q1 se clasifica como el octavo edificio residencial más alto del mundo por altura arquitectónica (incluyendo la aguja), pero está clasificado por detrás de edificios como Eureka Tower en Melbourne (altura de 297,28 m) por altura de azotea y de piso más alto. Según el sistema de clasificación desarrollado por el Consejo de Edificios Altos y Hábitat Urbano, el principal criterio para clasificar edificios es la altura arquitectónica, es decir, incluyendo agujas, que clasifica a Q1 más alto. 
Cuando se completó, el Q1 sobrepasó a la 21st Century Tower en Dubái, Emiratos Árabes Unidos convirtiéndose en el edificio residencial más alto del mundo. Domina el skyline de Gold Coast. Los edificios más próximos en altura a Q1 son Soul (250 m) y la torre norte de Circle on Cavill (220 m). 

## Diseño y construcción

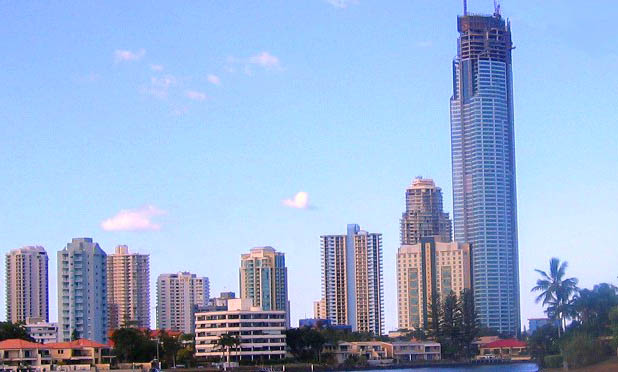
La construcción del Q1 en 2005

La Q1 Tower fue diseñada por Atelier SDG, y su forma se inspira en la antorcha olímpica de Sídney 2000 y la Ópera de Sídney. El nombre se dio en honor a los miembros del equipo olímpico australiano de remo de la década de 1920 (Q1).
El podio, los comercios a nivel de calle, el vestíbulo de entrada y el dosel fueron diseñados por Innovarchi (dirigido por Ken McBryde y Stephanie Smith). El concepto se basó en estudios del viento, movimiento y tensión. Una serie de cintas se enrollan concéntricamente alrededor de la torre y pasan por encima de la plaza de entrada cubriendo y dando sombra. La tensión en el movimiento y la forma libre son expresadas por la torsión gradual de las cintas de aluminio según se mueven alrededor del edificio. El resultado es una galería comercial al aire libre bajo la estructura de cintas acristalada y una fachada comercial curvada a la calle.
El proyecto fue promovido por el Sunland Group y construido por Sunland Constructions. El edificio ganó la Plata en el Premio de Rascacielos Emporis de 2005, por detrás de la Turning Torso de Suecia.
El edificio está soportado por 26 pilotes, cada uno con dos metros de diámetro, que atraviesan 40 metros de suelo perforando hasta cuatro metros de roca sólida. El Q1 contiene apartamentos de uno, dos y tres dormitorios. Los servicios del edificio incluyen dos piscinas lagos, una piscina de natación, un gimnasio, un pequeño teatro, un salón de baile y un spa.
A mediados de 2010 se presentó una solicitud para construir un pasadizo elevado alrededor de la planta 78 al Ayuntamiento de Gold Coast.

## Plataforma de observación

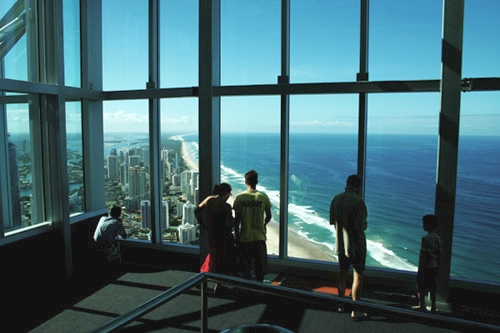
Vista desde el observatorio de Q1

SkyPoint, conocido antiguamente como QDeck, es una plataforma de observación en las plantas 77 y 78. Es el único observatorio junto a la playa de Australia y tiene capacidad para 400 personas. Se sitúa a 230 metros por encima de la playa de Surfers Paradise, dando a los visitantes una vista de 360° de Brisbane al norte, el interior de Gold Coast al oeste, la Bahía Byron al sur y el océano Pacífico al este. Los ascensores exprés al observatorio recorren las 77 plantas en 43 segundos.

## Condición del edificio
En 2009, surgieron informes sobre el mal estado del edificio. Entre los problemas visibles estaba pintura desconchada que ha revelado acero oxidado dentro y fuera y paneles de cristal rotos. La Autoridad de Servicios de los Edificios ha confirmado que ha recibido quejas en relación con el edificio. La escalera norte se evaluó como defectuosa debido a que el sistema de presurización no satisfacía los requisitos mínimos de flujo de aire durante un incendio. La Autoridad de Servicios de los Edificios pidió en julio de 2010 a los constructores del Q1 que arreglaran los problemas.

## Eventos
El Q1 se ha usado como lugar de lanzamiento de fuegos artificiales durante las celebraciones de Nochevieja. El edificio es uno de los destinos más populares de los estudiantes que celebran Schoolies Week, aunque el tesorero del comité corporativo reclama que la mayoría de los propietarios del edificio se oponían a su estancia.
El 28 de marzo de 2007, dos saltadores BASE se lanzaron por la mañana desde un apartamento del lado norte. El salto BASE es ilegal en Queensland. Los paracaidistas profesionales se declararon culpables en el Juzgado de Southport y fueron multados A$750 sin cargos.

## Galería

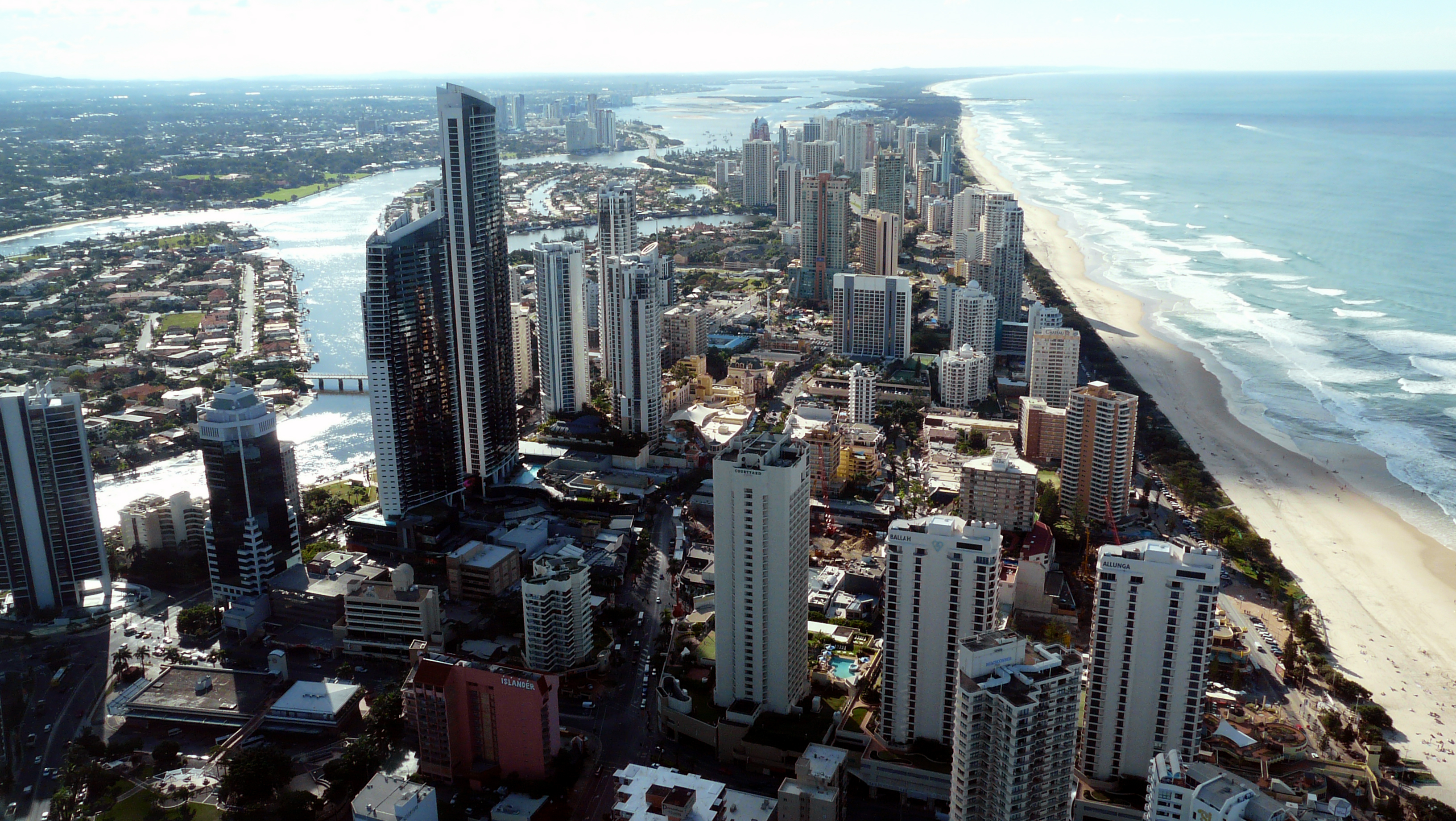
Vista norte desde QDeck
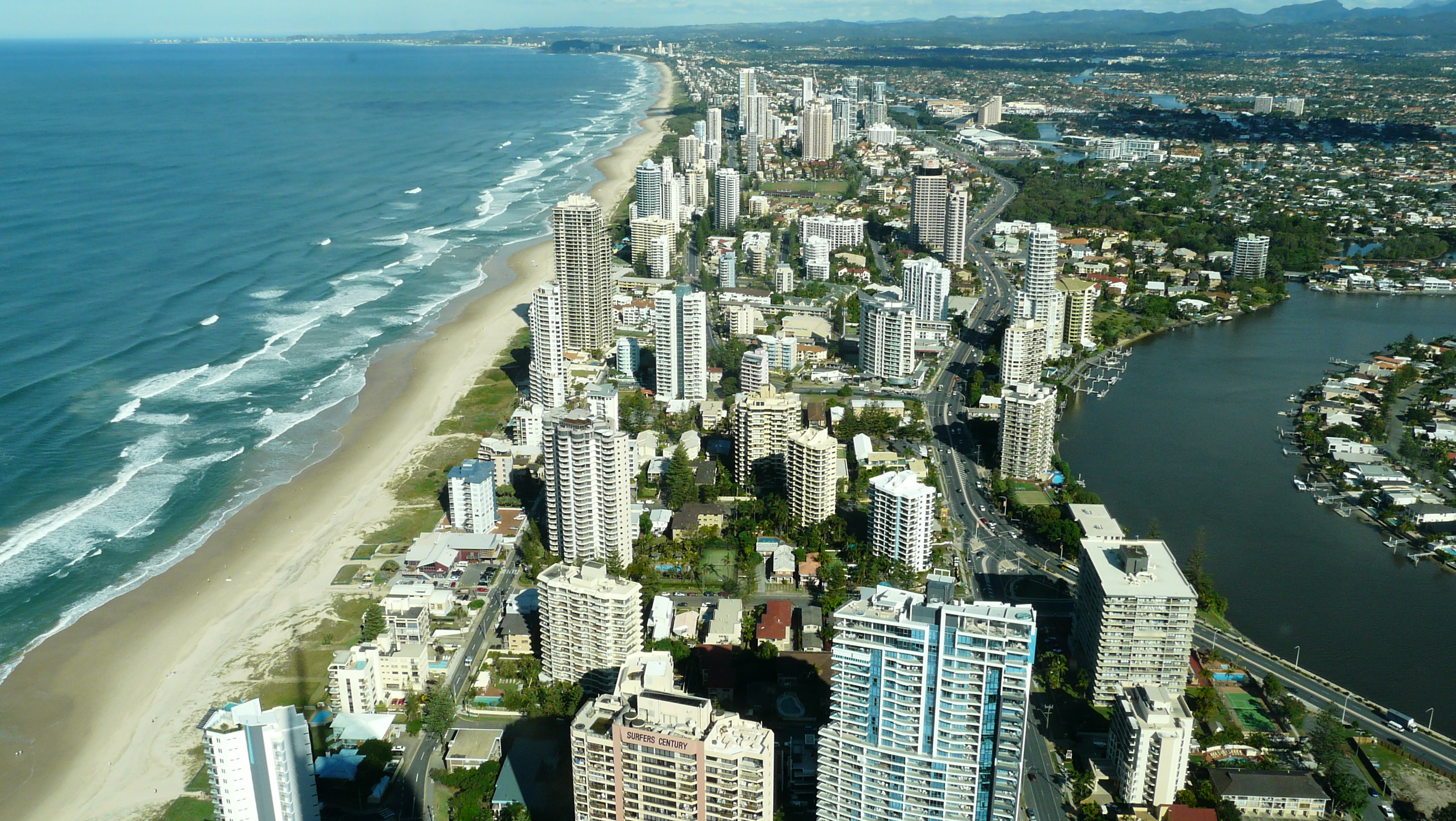
Mirando la costa hacia el sur
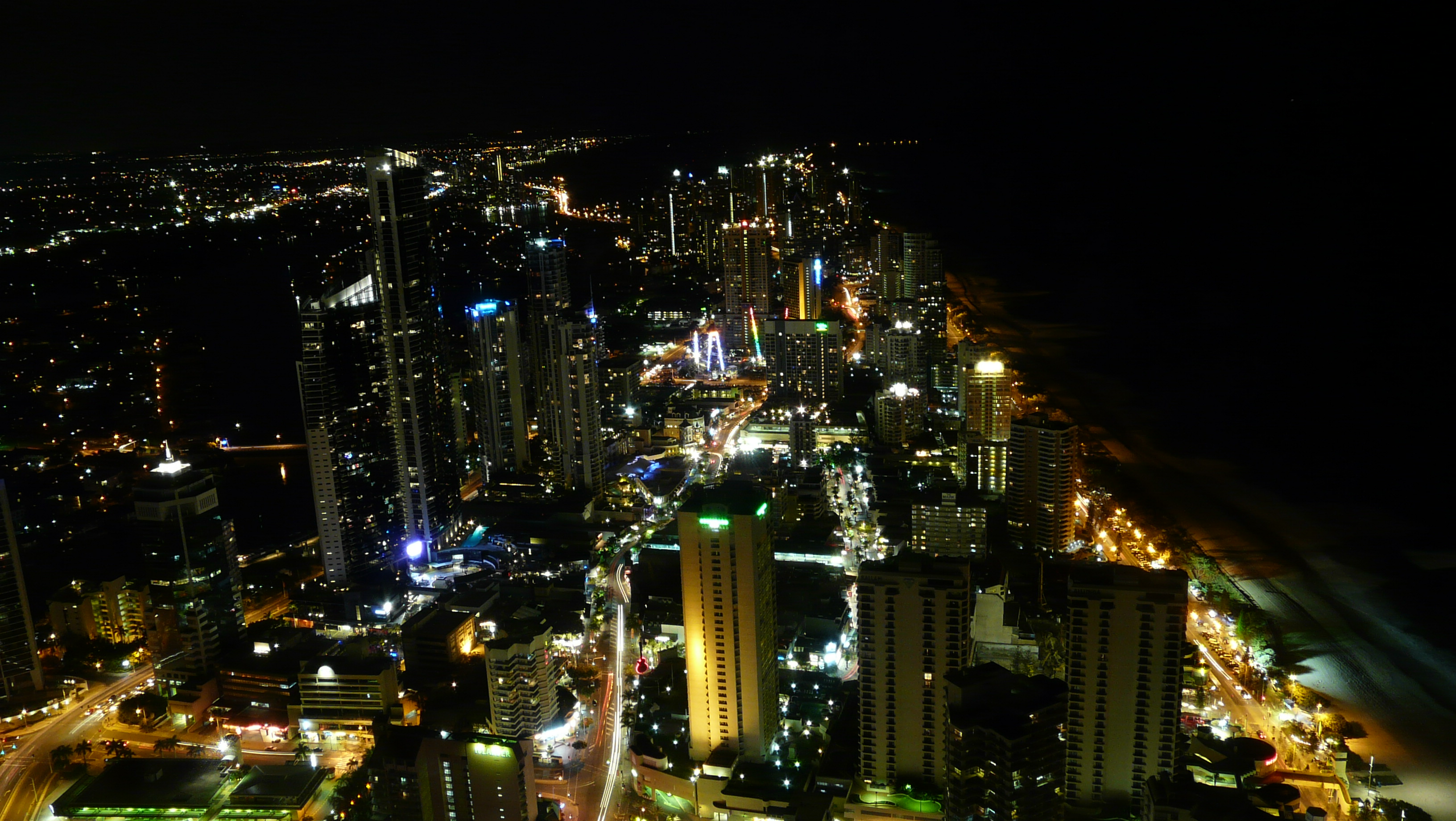
Vista del norte de noche
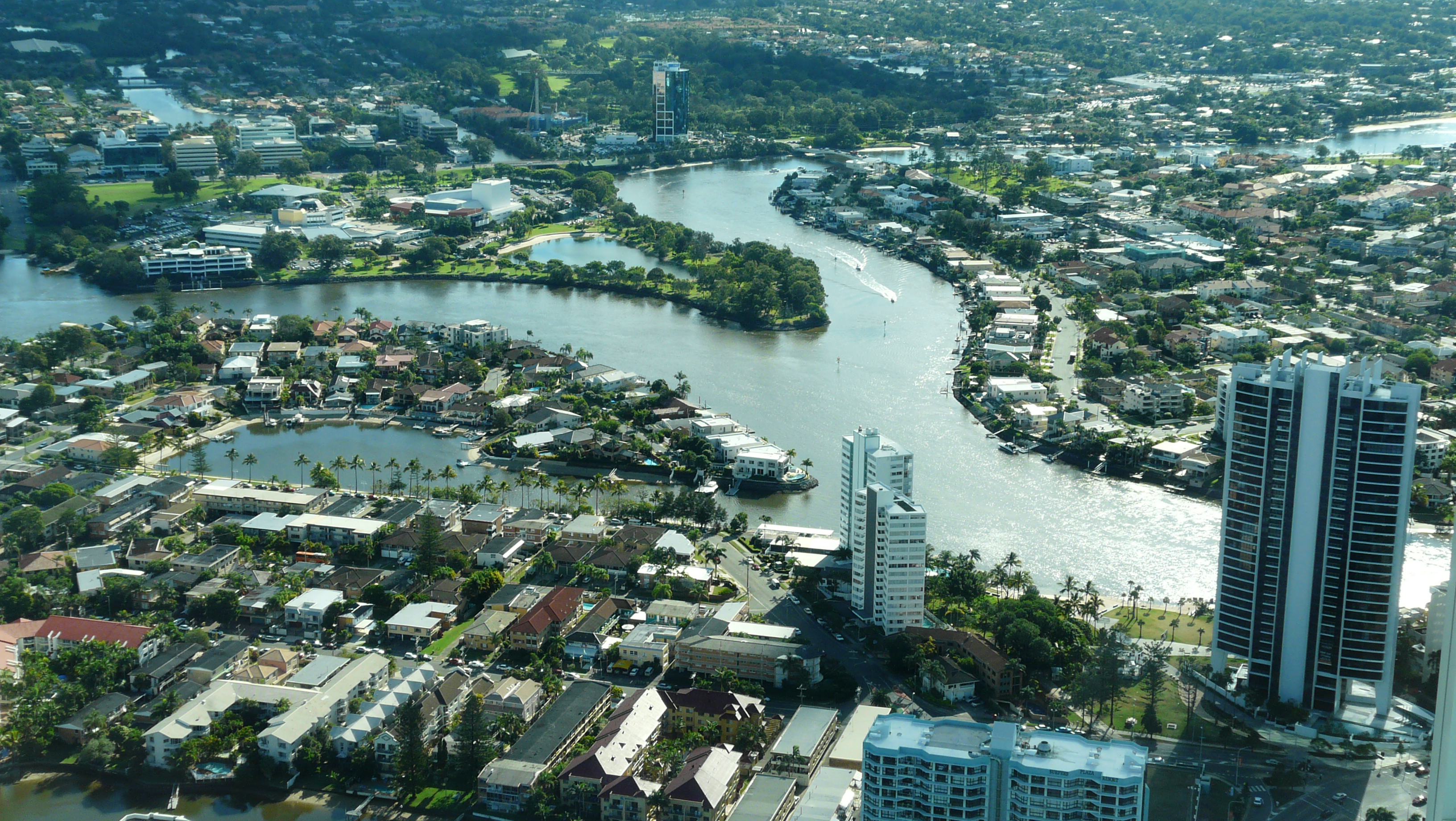
Hacia el interior (oeste)
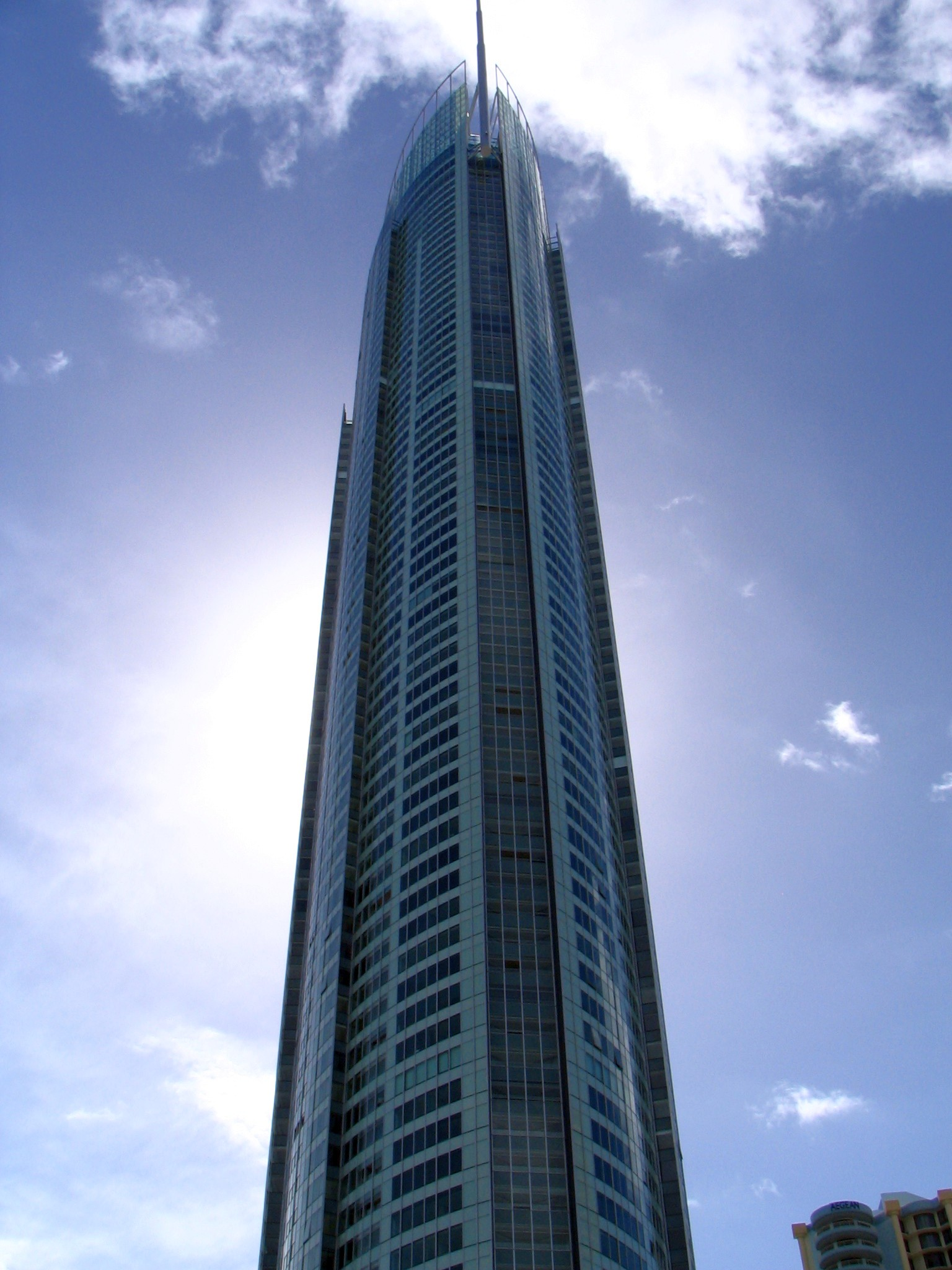
Vista desde la base